# Districtul Várpalota
Várpalota (în maghiară Várpalotai járás) este un district în județul Veszprém, Ungaria.
Districtul are o suprafață de 294,28 km2 și o populație de 37.451 locuitori (2013).